# Broke with Expensive Taste
Broke with Expensive Taste é o álbum de estreia da rapper americana Azealia Banks, lançado em 6 de novembro de 2014 pela Prospect Park e Azealia Banks Records. O álbum foi originalmente previsto para ser lançado em setembro de 2012, mas foi alvo de inúmeros atrasos. O primeiro single do álbum, "Yung Rapunxel", foi lançado em 16 de abril de 2013. O álbum estreou em #72 no UK Albums Chart para a semana que terminou em 15 de novembro de 2014, com 1.751 cópias vendidas. O álbum estreou em #30 na Billboard 200, vendendo 11.165 cópias em quatro dias.

## Antecedentes e produção
Sob o apelido de 'Miss Bank$', ela lançou um álbum demo, intitulado "Gimme a Chance" para a internet, em 9 de novembro de 2008. Mais tarde, naquele ano, Banks assinaram um contrato com a gravadora XL Recordings e começou a trabalhar com o produtor Richard Russell, em Londres, deixando a marca mais tarde naquele ano devido a ideias conflitantes. Após sua saída da XL Recordings, Banks deixou para trás o apelido 'Miss Bank$' e tornou-se formalmente Azealia Banks, que precedeu uma mudança para Montreal. Utilizando o YouTube como um portal, Banks carregou várias faixas, incluindo a demo "L8R" e um cover de "Slow Hands", de Interpol. Em setembro de 2011, Banks lançou seu single de estreia "212" como um download digital gratuito de seu site, que posteriormente foi lançado oficialmente em 06 de dezembro de 2011, como o primeiro single de seu EP 1991. A faixa alcançou sucesso nos charts europeus, atingindo um máximo de #17 na Holanda, #12 no Reino Unido e número #7 na Irlanda.

## Gravação
Embora não assinado na época, foi noticiado no final de 2011 que Banks estava trabalhando em um álbum de estúdio de estreia com o produtor britânico Paul Epworth. Gastando mais de 2012 e 2013 para a escrita e gravação do álbum, ela revelou que o álbum "[tem sido] cinco anos na fatura", e que e que ela tinha "escrito todo o material novo para o álbum com exceção de '212'". Em março de 2013, Banks  anunciou que o álbum estava 80% completo e que incluiria quatro colaborações, incluindo '212', com o produtor Lazy Jay, ATM Jam, com Pharrell Williams (que não compareceu no álbum pela baixa repercusão). Disclosure trabalhou com Azealia. Em 18 de julho de 2013, Banks anunciou que tinha terminado de gravar o álbum e iria ser mandado para sua gravadora na semana seguinte.

## Gênero de músicas
"Broke with Expensive Taste" contém uma mistura eclética de gêneros que tocam-se em casa de rap, espaço sombrio e industrial, que também tem influência do UK garage, R&B e drum-and-bass. Suzie McCracken, do The Guardian, descreveu o álbuns de estilo musical como sendo um "esforço agressivo de hip-hop, os elementos do UK garage, deep house e armadilha de nota, e observou as letras para anos 90 nostalgia, que Banks canta "sombriamente e acentuadamente".
O álbum abre com "Idle Dalilah", a canção é uma faixa que contém sons "tropicais, brutais e peculiares" e foi comparado com o trabalho de Lauryn Hill, devido à utilização de Banks cantando rap e cantando normal, que foram anotadas por ser resistente e aveludado. "Gimme a Chance", contém sintetizadores de penas de luz e contém amostras de estilos dos anos 80s, instrumentos de metal em negrito e arranhões DJ casuais, durante o meio da música as suas mudanças de produção e tem influência de um sulco bachata, em que Banks canta em espanhol.
"Ice Princess" é uma canção que justapõe uma amostra de dança de Morgan Page, da canção de 2011 "In The Air". "Ice Princess" contém um padrão de bateria pesada, e possui Banks fazendo um jogo de palavras intrincada no rap. No final, o 'fade out' da música vai até para a próxima faixa, 'Yung Rapunxel', que é uma canção de hip-house e witch-hop, que vê de Banks rap sobre um manía dos anos 90, com uma influência de HI-NRG, que é cortado entre gritos abafados.
"Heavy Metal and Reflective" é construído sobre uma produção agressiva, com sintetizadores e baixo ressoar balançando.
"Chasing Time" é inspirado nas músicas dos anos 90, com sintetizadores em que Banks está cantando rap e cantando normal.
"Luxury"  é uma canção 'trance-influenced uptempo' que foi destaque no mixtape de 2012 de Banks, Fantasea.

## Lançamento e produção
O título do álbum foi revelado pela primeira vez em fevereiro de 2012. Em julho de 2013, Banks anunciou que o registro seria lançado no outono seguinte. No entanto, esta foi adiada para janeiro de 2014, e novamente a março de 2014. Em 26 de janeiro de 2014, Banks criticou sua gravadora devido aos atrasos que cercam o álbum, afirmando: "Eu estou literalmente implorando para ser retirada da Universal". Em 20 de março de 2014, Banks anunciou via Twitter que ela iria começar a vazar o álbum em 15 de abril. Em julho de 2014, Banks anunciou que se separou da Universal Music Group, deixando o álbum mais uma vez, sem uma data de lançamento. O álbum foi lançado pela Banks, sem aviso prévio, em 6 de novembro de 2014.

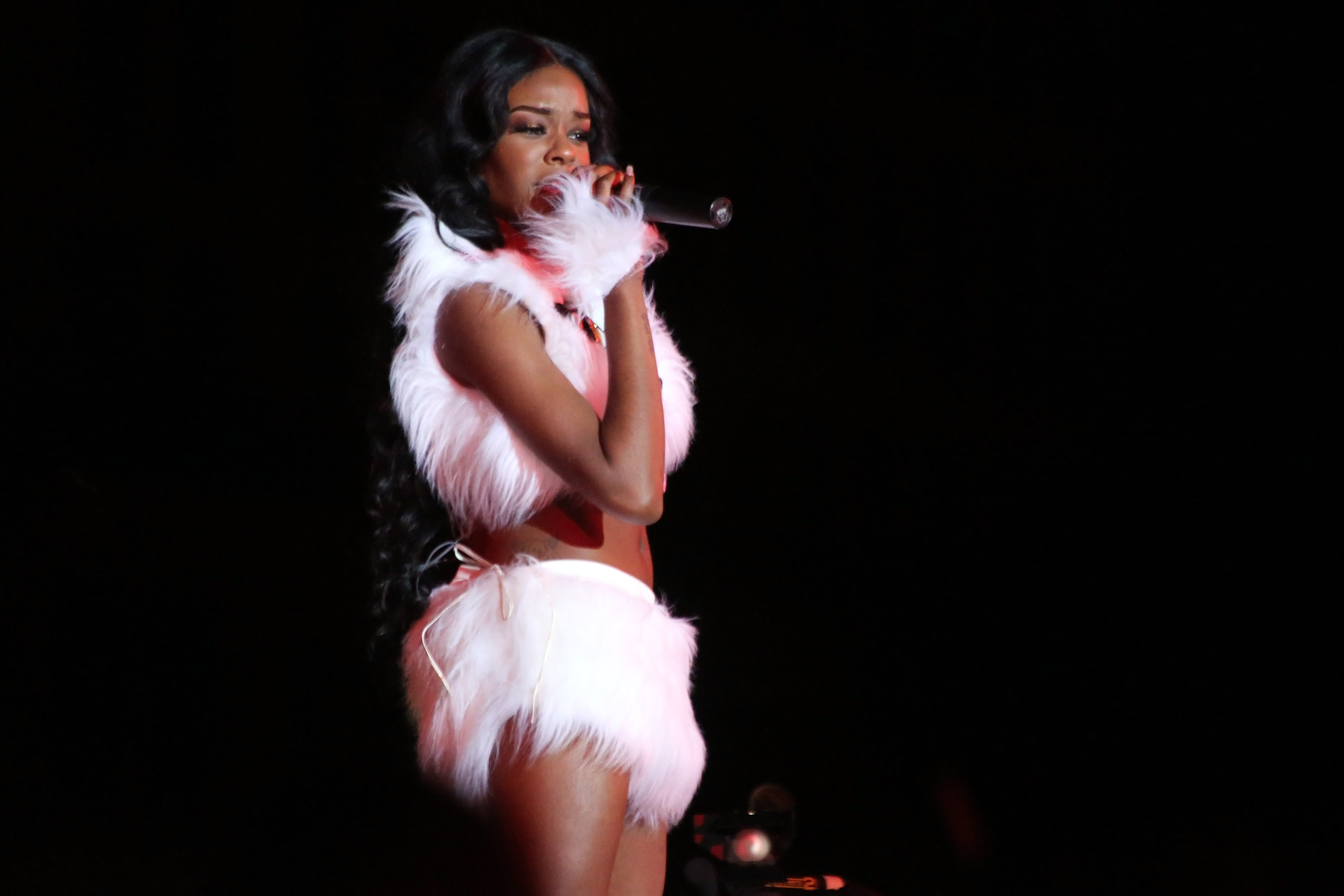
Banks apresentando "212" no Life Ball de 2013

Em 06 de maio de 2013, Banks anunciou que o segundo single de Broke with Expensive Taste seria "ATM Jam" (estilizado como "#ATMJAM"), com Pharrell. No mês seguinte, em 29 de junho, Banks estreou a canção em uma apresentação no Glastonbury Festival 2013, com a estação de rádio Hot 97 de Nova York estreando uma versão limpa, abreviada do estúdio a gravar três dias depois, em 2 de julho. Em 11 de julho de 2013, a versão de estúdio de "ATM Jam" foi lançado na BBC Radio 1, e foi lançado para download digital em 29 de setembro de 2013. No entanto, devido a um feedback negativo dado por seus fãs e por Azealia si mesma, ela anunciou mais tarde que "ATM Jam" seria retirado do álbum.
Em dezembro de 2013, Banks anunciou os primeiros quatro datas da turnê de apoio ao álbum. A turnê foi definida para começar em março de 2014, em Glasgow, na Escócia. No início de março de 2014, semanas antes das datas da turnê, Banks remarcou as datas da turnê e cancelou alguns, como o lançamento do álbum foi adiado.

## Recepção da crítica
| Críticas profissionais | Críticas profissionais |
| Pontuações agregadas   | Pontuações agregadas   |
| Fonte                  | Avaliação              |
| ---------------------- | ---------------------- |
| Metacritic             | 76/100                 |
| Avaliações da crítica  |                        |
| Fonte                  | Avaliação              |
| Billboard              | 3.5 de 5 estrelas.     |
| Idolator               | 5 de 5 estrelas.       |
| New York Post          | 4 de 5 estrelas.       |
| The Guardian           | 5 de 5 estrelas.       |
| Slant Magazine         | 5 de 5 estrelas.       |
| iOnline                | 4 de 5 estrelas.       |
| NME                    | 7/10                   |
| Pitchfork Media        | 8/10                   |
| Spin                   | Positivo               |
| Time Magazine          | Positivo               |
| The Boston Globe       | Positivo               |
| MTV                    | Positivo               |

Broke with Expensive Taste recebeu críticas positivas dos críticos de música. No Metacritic, o álbum recebeu uma pontuação média de 76, baseado em 11 opiniões. Bianca Gracie, de Idolator, declarou que Banks, com seu esforço de estreia, dá seus fãs o que eles 'estiveram esperando por ao longo dos últimos três anos: uma mistura selvagem de seapunk, witch-pop, hip-hop e influências dos anos 90 que animam um ano maçante geral na música [...] Enquanto Broke with Expensive Taste não dá totalmente exibição grandeza musical completa Azealia Banks 'que os fãs estão familiarizados, não há nenhuma tirando o fato de que ela dá música pop em 2014 um chute muito necessária na bunda! Desde o início de sua carreira, a cantora sempre teve o dedo médio pressionado firmemente nos rostos de seus opositores. A única diferença agora, é que ela está finalmente deixar a música dela fazer todo o falar-atado palavrão". Matthew Horton, do NME, chamou o álbum de 'a cascata inundação de imaginação louca. Valeu a pena esperar? Quase'.
Nolan Feeney, de TIME, deu uma revisão muito positiva, e elogiou suas habilidades de rap: "Banks é capaz de algum jogo de palavras inteligente, mas a característica mais marcante de seu rap é como ela infunde-lo com melodia: ela alinha-se em sílabas como um pelotão de fuzilamento, repetindo o mesmo soa e cantarola e clica-se com uma cadência de canta -música. Quando ela está na zona, é vagamente hipnótico. A desvantagem é que é também uma ferramenta limitada definida  seus fluxos às vezes fala demais como ela em outros versos. Entre profundamente em uma canção de Azealia Banks, e você vai ouvir muitas vezes uma linha ou duas que lembrá-lo de outro." Ele finalizou dizendo: "Broke with Expensive Taste excede expectativas  e não inteiramente porque eles eram baixos para começar." Hardeep Phull, do New York Post, elogiou o ecletismo e a mistura de gêneros: "Sua estréia não é apenas um álbum do mais recente wannabe hip-hop, é uma coleção estilisticamente esquizofrênica por um artista que está sintonizado em quase todos os gêneros de música que você pode imaginar. Nunca não há tempo para ficar confortável com Broke with Expensive Taste.; Banks parece saber o que estamos esperando, e agora, ela pagou a nossa paciência com um passeio alucinante dentro da mente de uma jovem ambiciosa e mais estimulada. Talvez as crianças hoje em dia não tem atenção, mas ouvir isto, você vai começar a se perguntar se isso é realmente uma coisa má."
Brennan Carley, de Spin, elogiou vocais de Banks e a originalidade: "Uma explosão de personalidade como esta seria bem-vinda nos muitos deste ano do mais maçante dos lançamentos pop. Broke with Expensive Taste é um projeto pingando em confiança, classe, explosões de brilhantismo e personalidade. Azealia Banks garantiu tempo ao seus fãs e opositores, tanto que ela é uma voz que vale a pena ouvir, não importa quanta burocracia teve que cortar. Seu álbum de estréia faz isso e bem claro." Suzie McCracken, do The Guardian, elogiou o ecletismo "é um concorrente para o álbum do ano. Banks submerge-se na década de 90, nostalgia, cuspindo sombriamente e acentuadamente mais faixas repleto de elementos de UK garage, deep house e trap (uma estirpe agressiva do hip-hop)". Miguel Branco, de iOnline, em Portugal, disse que '212 invadiu-nos com o rap brusco de Azealia Banks. Três anos depois, o sentimento de injecção de adrenalina diminuiu.' e também disse que 'temos 16 opções para saber devolver o encanto à época festiva que se aproxima. O espectro está mais alargado, as produções vêm de lugares que desconhecemos e o flow continua em fuga constante, como se alguém a perseguisse por um delito cometido propositadamente'.

## Lista de faixas
Todas as faixas escritas e compostas por Azealia Banks, exceto aonde notado. 
| N.º            | Título                        | Compositor(es)                                                                                      | Produtor(es)                | Duração |  |
| 1.             | "Idle Delilah"                | Azealia Banks, David Kennedy, Kevin James, Harvey Mason, Jr.                                        | Pearson Sound               | 4:32    |  |
| 2.             | "Gimme a Chance"              | Banks, James, Mason, Jr, Enon, Oskar Cartaya                                                        | Enon, Oskar Cartaya         | 3:54    |  |
| 3.             | "Desperado"                   | Banks, James, Mason, Jr, M. J. Cole                                                                 | M. J. Cole                  | 3:57    |  |
| 4.             | "JFK" (com Theophilus London) | Banks, London, James, Alexander Green                                                               | Boddika                     | 5:00    |  |
| 5.             | "212" (com Lazy Jay)          | Banks, Jef Martens                                                                                  | Lazy Jay                    | 3:25    |  |
| 6.             | "Wallace"                     | Banks, James                                                                                        | Yung Skeeter                | 3:51    |  |
| 7.             | "Heavy Metal and Reflective"  | Banks, James Strife, Julian Wodsworth                                                               | Lil Internet                | 2:37    |  |
| 8.             | "BBD"                         | Banks, James, Jonathan Harris                                                                       | Apple Juice Kid, Sup Doodle | 3:18    |  |
| 9.             | "Ice Princess"                | Banks, James, Harris                                                                                | AraabMuzik                  | 3:43    |  |
| 10.            | "Yung Rapunxel"               | Banks, James, Premro Smith, Chadron Moore                                                           | Lil Internet                | 4:00    |  |
| 11.            | "Soda"                        | Banks, SCNTST, Jack Fuller                                                                          | SCNTST                      | 3:43    |  |
| 12.            | "Chasing Time"                | Banks, Harris, Warren 'Oak' Felder, Ronnie Colson, Steve Mostyn, Andrew 'Pop' Wansel, Kelly Sheehan | Pop Wansel                  | 3:30    |  |
| 13.            | "Luxury"                      | Banks, Machinedrum                                                                                  | Machinedrum                 | 2:48    |  |
| 14.            | "Nude Beach A-Go-Go"          | Banks, Mason, Jr., Ariel Rosenberg                                                                  | Ariel Pink                  | 2:20    |  |
| 15.            | "Miss Amor"                   | Banks, James, Fuller                                                                                | Lone                        | 4:28    |  |
| 16.            | "Miss Camaraderie"            | Banks, Fuller, Cutler                                                                               | Lone                        | 5:09    |  |
| Duração total: | Duração total:                | Duração total:                                                                                      | Duração total:              | 60:19   |  |

## Desempenho nas tabelas musicais

### Charts
| Tabela musical (2014)                         | Melhor posição |
| --------------------------------------------- | -------------- |
| Austrália (ARIA)                              | 49             |
| Austrália (ARIA Urban Albums)                 | 2              |
| Bélgica (Ultratop Flandres)                   | 197            |
| Irlanda (IRMA)                                | 79             |
| Irlanda (IIrish Independent Albums)           | 15             |
| Reino Unido (UK Albums Chart)                 | 62             |
| Reino Unido (UK Independent Albums Chart)     | 5              |
| Reino Unido (UK R&B Albums Chart)             | 6              |
| Estados Unidos (Billboard 200)                | 30             |
| Estados Unidos (Billboard Independent Albums) | 2              |
| Estados Unidos (Top R&B/Hip Hop Albums)       | 3              |
| Estados Unidos (Top Rap Albums)               | 2              |

## Histórico de lançamento
| Região   | Data                    | Formato(s)       | Gravadora                   | Ref.          |
| -------- | ----------------------- | ---------------- | --------------------------- | ------------- |
| Mundo    | 06 de novembro de 2014  | Download digital | Azealia Banks Prospect Park | [ 47 ]        |
| Alemanha | 10 de novembro de 2014  | Download digital | Azealia Banks Prospect Park | [ 48 ]        |
| Mundo    | 14 de fevereiro de 2015 | Compact Disc, LP | Azealia Banks Prospect Park | [ 49 ] [ 50 ] |